# Personen der Weißen Rose
Die Liste von Personen der Weißen Rose umfasst neben dem innersten Kreis der Weißen Rose – Hans Scholl, Sophie Scholl, Alexander Schmorell, Christoph Probst, Willi Graf und Kurt Huber – auch weitere Personen die die Gruppe aktiv unterstützten, von ihnen wussten, sie aber nicht verrieten, oder solche, die mit ihnen befreundet waren oder Einfluss auf sie hatten. Eine formale Mitgliedschaft gab es nicht.
Zu den Mitgliedern und Unterstützern der Weißen Rose Hamburg siehe Personen der Weißen Rose Hamburg.

## Innerer Kreis
Den inneren Kreis der Weißen Rose bildeten zuletzt die vier Medizinstudenten Hans Scholl, Alexander Schmorell, Willi Graf und Christoph Probst sowie Hans Scholls Schwester Sophie Scholl und der Universitätsprofessor Kurt Huber.
Als die ersten vier Flugblätter der Weißen Rose im Juni und Juli 1942 erschienen, bestand die Weiße Rose nur aus Hans Scholl und Alexander Schmorell. Sie hatten sich Anfang 1941 in München kennengelernt. Sie verfassten, vervielfältigten und verschickten die ersten vier Flugblätter. Danach gab es eine Pause, weil sie zur „Frontfamulatur“ an die Ostfront abkommandiert wurden. Sie fuhren am 23. Juli los und kamen am 6. November 1942 zurück.
Nach ihrer Rückkehr wollten sie den Widerstand fortsetzen. Bis Anfang 1943 kamen die anderen vier hinzu:
- Willi Graf. Im Juni 1942 hatte er Hans Scholl und Christoph Probst kennengelernt. Auch er war bei der Frontfamulatur in Russland dabei. Am 2. Dezember 1942 notierte er in sein Tagebuch: „gespräche über den aufbau, manche gedanken sind mir neu.“[1]
- Sophie Scholl. Im Mai 1942 hatte sie ihr Studium der Biologie und Philosophie in München aufgenommen. Sie wusste vermutlich schon Anfang 1942 vom Widerstand ihres Bruders.[2] Spätestens im Januar 1943, als das fünfte Flugblatt hergestellt wurde, war sie aktives Mitglied der Gruppe.
- Kurt Huber. Hans Scholl hatte Hubers Vorlesungen besucht, als er ihm im Juni 1942 bei einer Abendgesellschaft zum ersten Mal persönlich begegnete.[3] Huber schrieb im Februar 1943 das sechste Flugblatt.
- Christoph Probst. Mit Blick auf seine Familie hielt er sich zurück.[4] Er verfasste aber den Entwurf für ein siebtes Flugblatt.

Im Blick darauf, dass die Weiße Rose von Hans Scholl und Alexander Schmorell begründet wurde und Sophie Scholl erst später hinzukam, mutet es seltsam an, dass gerade sie heute als Ikone des Widerstands gilt. Der Historiker Gerhard Paul sieht den wesentlichen Grund in der Wirkmacht eines Fotos, auf dem Sophie Scholl als zentrale Person zwischen Hans Scholl und Christoph Probst zu sehen ist. Dieses Foto ist das mit Abstand bekannteste und am meisten verwendete Weiße-Rose-Bild. Es entstand am 23. Juli 1942 am sogenannten Weiße-Rose-Zaun beim Münchner Ostbahnhof.

## Unterstützer
- Traute Lafrenz nahm an Diskussionen der Gruppe teil und brachte das dritte Flugblatt in den Hamburger Kreis der NS-Gegner.
- Hans Conrad Leipelt und Marie-Luise Jahn vervielfältigten das sechste Flugblatt und brachten es in den Hamburger Kreis.
- Hans Hirzel, Franz J. Müller und Susanne Hirzel verteilten das fünfte Flugblatt in Ulm und Stuttgart (s. Ulmer Abiturientengruppe).
- Wilhelm Bollinger vervielfältigte das fünfte Flugblatt und verschickte es nach Saarbrücken.
- Eugen Grimminger unterstützte die Familie Scholl mit Geld- und Sachspenden.
- Jürgen Wittenstein war mit der Gruppe befreundet. Ein Flugblatt der Gruppe brachte er nach Berlin und versuchte vergeblich Hellmut Hartert zu überreden im Widerstand aktiv zu werden. Hartert war ein Kommilitone und Freund von Hans Scholl[5]
- Lilo Ramdohr versteckte Flugblätter und andere Materialien der Gruppe und versuchte Kontakt zu anderen Widerstandskreisen zu vermitteln.
- Josef Söhngen stellte seinen Keller als Versteck für die Flugblätter zur Verfügung.
- Wilhelm Geyer überließ Hans Scholl den Schlüssel zu seinem gemieteten Atelier.

## Mitwisser
- Gisela Schertling war die Freundin von Hans Scholl. Sie erfuhr von einer geplanten Flugblattaktion, brachte sie aber nicht zur Anzeige.
- Falk Harnack traf sich mit Mitgliedern der Gruppe um Kontakt zum Schulze-Boysen/Harnack-Kreis herzustellen. Da dieser aber enttarnt wurde, kam es nicht mehr dazu.
- Mirjam David wurde verurteilt, weil sie das sechste Flugblatt erhalten, aber nicht angezeigt habe.
- Harald Dohrn der Schwiegervater von Christoph Probst sympathisierte mit der Gruppe.
- Heinrich Bollinger wusste, dass sein Bruder Wilhelm Bollinger Flugblätter der Gruppe vervielfältigte, brachte es aber nicht zur Anzeige.
- Helmut Bauer hat sein Wissen über die Gruppe nicht zur Anzeige gebracht.
- Heinrich Guter wusste um die Verteilung des fünften Flugblattes Bescheid, brachte es aber nicht zur Anzeige.
- Fritz Leist wurde von Willi Graf gebeten sich an den Aktionen der Gruppe zu beteiligen, was er ablehnte.

## Einflussreiche Personen
- Literatur von Michael Brink (Emil Piepke) wurde von der Gruppe gelesen.
- Werner Bergengruen lernte Hans Scholl kennen, der Texte von ihm las.
- Josef Furtmeier führte politisch-philosophische Gespräche mit Hans und Sophie Scholl
- Theodor Haecker gilt als Mentor von Hans und Sophie Scholl.
- Carl Muth diskutierte mit Hans Scholl über Glauben und Politik.

## Freunde und Familienmitglieder
- Inge Aicher-Scholl, eine der Geschwister Scholl im eigentlichen Wortsinn
- Otl Aicher war mit den Geschwistern Scholl befreundet
- Rudi Alt war mit Willi Graf befreundet
- Manfred Eickemeyer besaß das Atelier, in dem sich die Weiße Rose traf.
- Hubert Furtwängler war mit Alexander Schmorell befreundet.[6][7]
- Willi Habermann („Grogo“) war mit den Geschwistern Scholl und Otl Aicher befreundet.[8]
- Ernst Reden lernte 1935 Hans Scholl kennen.